# Björn Wittenmark
Björn Wittenmark, född 7 mars 1943 i Växjö, är en svensk civilingenjör och professor, han var vicerektor vid Lunds universitet, 2003-2008.
Wittenmark blev 1966 civilingenjör efter studier vid Lunds tekniska högskola, tog 1973 doktorsexamen i reglerteknik och är sedan 1989 professor vid samma läroanstalt. Han var prorektor för Lunds tekniska högskola 1996 till 1999 och har under flera år varit prefekt vid sin institution. Den 24 februari 2003 utsågs han av universitetsstyrelsen till en av två vicerektorer för Lunds universitet, på förslag av den nytillträdde rektorn Göran Bexell.
Wittenmark skrev 1973 tillsammans med Karl Johan Åström artikeln On Self Tuning Regulators, som av Control Systems Society utsetts till en av de 25 mest banbrytande uppsatserna inom reglerteknik.

## Teknologia
Wittenmark har formgivit Datatekniksektionen inom TLTH:s symbol, ett D bestående av en etta och en nolla. Han har även designat Elektrotekniksektionens gamla märke.